# Edlin
Edlin – edytor plików tekstowych dla systemu MS-DOS. Cechował się dosyć minimalistycznym interfejsem. Wprowadzano po prostu komendy, np. wyświetlenia lub edycji linii. W MS-DOS 5.0 wprowadzono wygodniejszy MS-DOS Editor.

## Polecenia
- x - Wyświetla linię o numerze x
- $ - Wyświetla ostatnią linię
- q - Kończy działanie programu

ctrl+C - Zakończ redagowanie pliku